# Ткач Едуард Станіславович
Едуа́рд Станісла́вович Тка́ч — солдат Збройних сил України, учасник російсько-української війни.

## Життєпис
Народився 29 квітня 1995 року в Підвисокому.
Закінчив 9 класів місцевої школи. Вступив до Первомайського політехнічного технікуму. Два роки навчався на денній формі, потім пішов служити солдатом-контрактником у 79 аеромобільну бригаду міста Миколаєва.
Військовик 79-ї бригади, контрактник. Відправили до Арм'янська, трохи згодом до Красного Лиману.
3 червня, коли колона 79-ї бригади проривалася крізь засідки до Червоного Лиману, в бою розстріляв усі набої до автомата, забрав другого ріжка в того, хто розгубився. Важко поранений — проникаюче осколкове поранення лівої скроневої частки головного мозку, двостороння контузія, перелом тім'яної кістки. 2 дні його не могли знайти; при транспортуванні з Харкова до Києва пережив зупинку серця, перебував у комі 15 днів, по операції були ускладнення в роботі нирок.
Лікувався в Київському госпіталі, 16 серпня одружився з Тетяною — довго шукала по госпіталях, документи згубилися. Перебував на реабілітації в Ірпені та Миколаївському військовому шпиталі.
Разом виховують сина Івана (син Тетяни від першого шлюбу).

## Нагороди
19 липня 2014 року — за особисту мужність і героїзм, виявлені у захисті державного суверенітету та територіальної цілісності України, вірність військовій присязі під час російсько-української війни, відзначений — нагороджений орденом «За мужність» III ступеня.